# László Vida
László Vida (* 6. April 1906 in Budapest; † 26. Mai 1986 in Zürich) war ein ungarischer Radrennfahrer und nationaler Meister im Radsport.

## Sportliche Laufbahn
Vida war Straßenradsportler und im Bahnradsport aktiv. Er gewann 1926 die zweite Austragung der Ungarn-Rundfahrt vor Károly Hölczl. 1927 siegte er erneut in dem Etappenrennen. Bei den UCI-Straßen-Weltmeisterschaften 1926 in Mailand kam er auf den 32. Platz, 1927 schied er aus. Im Weltmeisterschaftsrennen 1928 in Budapest wurde er beim Sieg von Allegro Grandi im Amateur-Rennen Vierter, 1929 wurde er 20.
1928 gewann er die nationale Meisterschaft im Straßenrennen. 1926 siegte er in der Tiszántúl-Rundfahrt, 1927 in der Transdanubien-Rundfahrt. Auf der Bahn holte er 1932 den ungarischen Titel in der Mannschaftsverfolgung.
1949 startete er mit 43 Jahren in der Internationalen Friedensfahrt und wurde 48. der Gesamtwertung. Vida startete für die Vereine Torna Club Budapest und Sport Egylet Budapest.